# 増尾柾美
増尾 柾美（ましお まさみ）は、1950～1960年代に活躍した陸上競技選手。専門は五種競技。群馬県高崎市出身。

## 経歴
- 高崎市立女子高等学校（現高崎市立高崎経済大学附属高等学校）入学後に頭角を現す。
- 1955年10月22日から10月23日にかけて兵庫県神戸市で行われた日本選手権に出場。高校生ながら各種目に健闘し優勝する（記録は3348点）。
- 今は競技会で実施されることはなくなった五種競技は、100m・砲丸投・走高跳・走幅跳・200mの五種目からなり、増尾は特にジャンプに優れており、幅と高で得点を稼ぐスタイルを確立していた。
- 当時増尾と並んで五種競技をリードしていた南部敦子とともに、かわいらしいルックスでファンが多く、追っかけもいたほどである。のちに中央大学に進んだ。